# Candacia bradyi
Candacia bradyi is een eenoogkreeftjessoort uit de familie van de Candaciidae. De wetenschappelijke naam van de soort is voor het eerst geldig gepubliceerd in 1902 door Scott A..